# Jampal Chosang
Jampal Chosang aussi Jamphel Choesang, (tibétain : འཇམ་དཔལ་ཆོས་བཟང, Wylie : jam dpal chos bzang né en 1952 à Gyantsé au Tibet), est un homme politique tibétain en exil en Inde. 

## Biographie
Jampal Chosang est né en 1952 à Gyantsé au Tibet, il s'est exilé à un jeune âge en Inde où il étudia les sciences politiques. Il a poursuivi ses études à l'université du Sud de la Floride où il a obtenu une maîtrise et a soutenu sa thèse en 1992. 
Il a ensuite travaillé dans diverses fonctions dans l'Administration centrale tibétaine à Dharamsala, puis au village de Hunsur (en) dans le Karnataka au Inde du Sud, puis au Bureau du Tibet de New Delhi. Il fut nommé représentant du 14e dalaï-lama au Bureau du Tibet pour l'Afrique du Sud de 2001 à 2005, puis, à partir de 2006, pour la France, le Benelux, le Maghreb et la péninsule ibérique. À ce titre, il participa à l’émission Voix Bouddhistes du 30 juillet 2006, et assura la communication en 2008, l'année où dalaï-lama rencontra Nicolas Sarkozy, alors président de la République française, et Carla Bruni, son épouse
Il fut ensuite le secrétaire du ministère de la sécurité avant d'être nommé en septembre 2009 commissaire électoral en chef de la Commission électorale tibétaine.

## Thèse
- Sino-Tibetan Conflict Resolution: A Prescriptive Proposal, University of South Florida, 1992